# فابريسيو أوروسمان فورميليانو
فابريسيو أوروسمان فورميليانو (بالإسبانية: Fabricio Formiliano) (14 يناير 1993 بسالتو في الأوروغواي - ) هو لاعب كرة قدم أوروغواني في مركز الوسط. شارك مع منتخب الأوروغواي تحت 17 سنة لكرة القدم ومنتخب الأوروغواي تحت 20 سنة لكرة القدم ومنتخب الأوروغواي تحت 23 سنة لكرة القدم. أما مع النوادي، فقد لعب مع نادي دانوبيو ونيولز أولد بويز.

## روابط خارجية
- فابريسيو أوروسمان فورميليانو على موقع قاعدة بيانات كرة القدم.إي يو (الإنجليزية)
- فابريسيو أوروسمان فورميليانو على موقع Soccerway.com (الإنجليزية)
- فابريسيو أوروسمان فورميليانو على موقع AS.com (الإسبانية)